# کینجی ماتساو
کینجی ماتساو (به ژاپنی: 松尾 憲治) (زاده ۱۹۴۹) کارآفرین، بازرگان و مدیر ارشد اجرایی ژاپنی است، که در حال حاضر به‌عنوان مدیر عامل اجرایی شرکت میجی یاسودا لایف فعالیت می‌کند.